# Kavandu
Kavandu – wieś w Estonii, w prowincji Tartu, w gminie Kambja.